# Sandarne
Sandarne is een plaats in de gemeente Söderhamn in het landschap Hälsingland en de provincie Gävleborgs län in Zweden. De plaats heeft 2051 inwoners (2005) en een oppervlakte van 478 hectare.

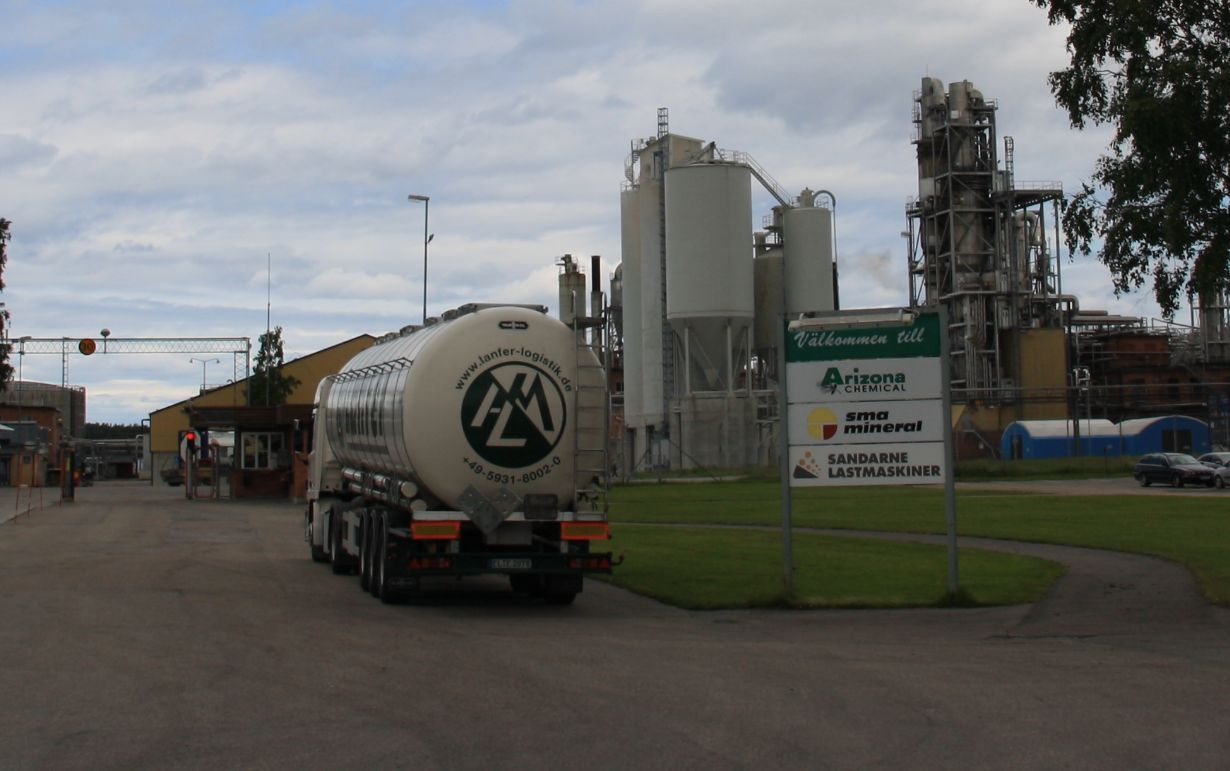
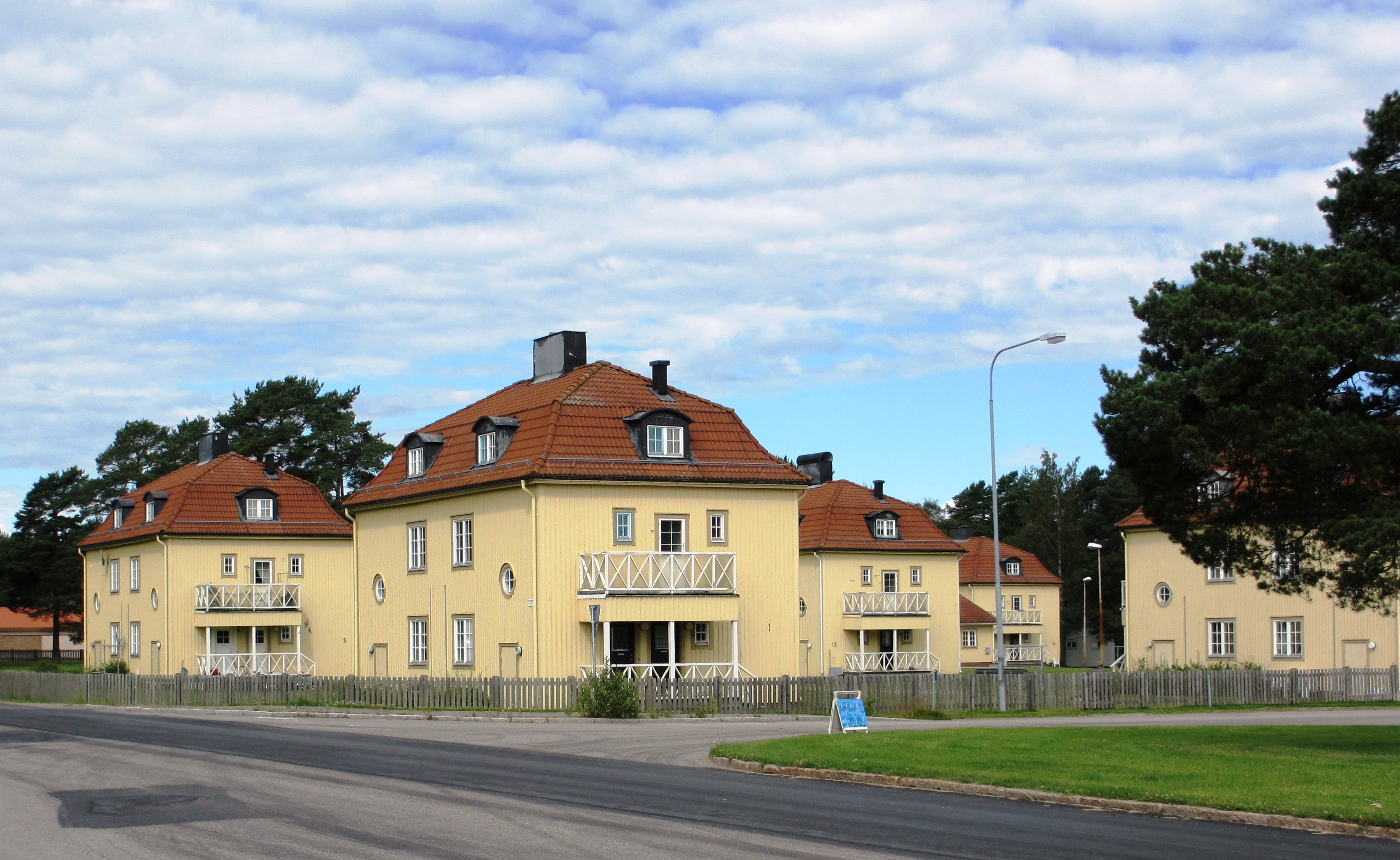